# Lăcustenii de Sus, Vâlcea
Lăcustenii de Sus este un sat în comuna Lăcusteni din județul Vâlcea, Oltenia, România.
 Acest articol despre o localitate din județul Vâlcea este deocamdată un ciot. Puteți ajuta Wikipedia prin completarea lui.